# アメリカ合衆国の対独宣戦布告 (1917年)

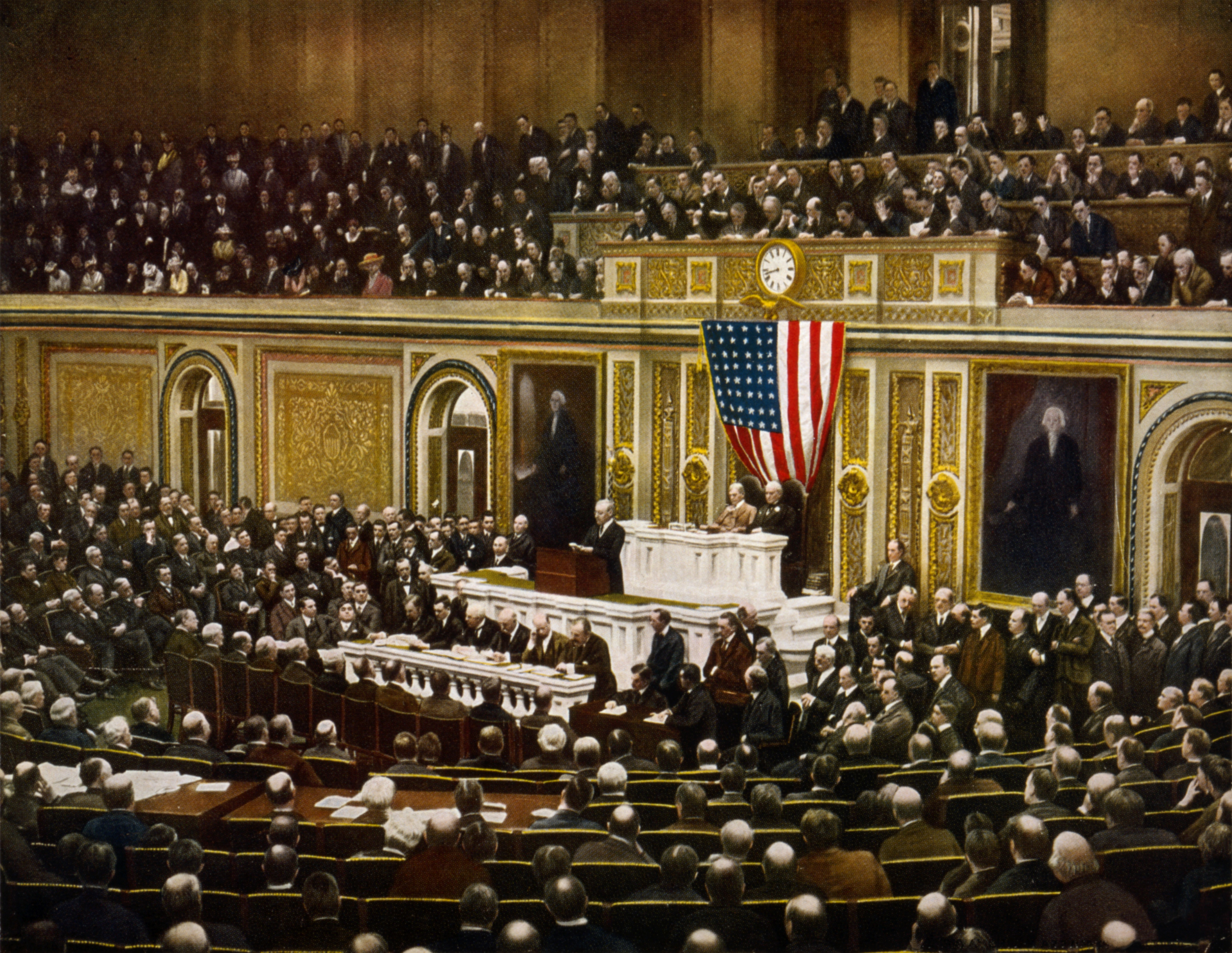
アメリカ合衆国大統領ウッドロウ・ウィルソンは連邦議会に対独宣戦布告を要請した（1917年4月2日）

1917年のアメリカ合衆国の対独宣戦布告（アメリカがっしゅうこくのたいどくせんせんふこく、英: United States declaration of war on Germany）では、第一次世界大戦におけるアメリカ合衆国によるドイツ帝国に対する宣戦布告について記述する。1917年4月2日、アメリカ合衆国大統領ウッドロウ・ウィルソンから要請を受け、連邦議会は特別合同会議を開催し、4月6日にドイツ帝国に宣戦布告した。
背景については「無制限潜水艦作戦#第一次世界大戦」「ルシタニア号の沈没」「ツィンメルマン電報」「第一次世界大戦#潜水艦作戦の増強とアメリカ合衆国の参戦」を参照。
ヨーロッパ大陸に派遣されたアメリカ遠征軍は翌1918年、西部戦線において英仏とともに戦い、連合国軍の勝利に寄与した。

## 採決
上院では、宣戦布告の決議は4月4日に82–6で可決された。反対票を投じた議員は、Asle Gronna、ロバート・M・ラフォレット・シニア、Harry Lane、George W. Norris、William J. Stone、James K. Vardamanの6人であり、John H. Bankhead、ネイサン・ゴフ、Thomas Gore、Henry F. Hollis、Francis G. Newlands、John Walter Smith、Charles S. Thomas、Benjamin Tillmanの議員8人は投票を棄権した。
下院では、宣戦布告の決議は4月6日午前3時に373–50で可決された。反対した議員の一人は、モンタナ州選出のジャネット・ランキンであり、彼女は1941年12月8日の対日宣戦布告に対する投票において両院で唯一の反対票を投じた議員になった。
反対票を投じた56人のほとんどが西部と中西部の州で選出されており、3人が東海岸の州（Meyer Londonはニューヨーク州、Claude Kitchinはノース・カロライナ州、Frederick H. Dominickはサウス・カロライナ州）、4人がガルフコーストの州（Edward B. AlmonとJohn L. Burnettはアラバマ州、A. Jeff McLemoreはテキサス州、James K. Vardamanはミシシッピ州）の出身だった。

## 署名
下院で決議が可決されてすぐに、Champ Clark下院議長が署名し、9時間後の午後12時14分にトーマス・R・マーシャル副大統領が署名した。それから1時間もしない午後1時11分にウッドロウ・ウィルソン大統領が署名して、アメリカ合衆国は正式にドイツ帝国に宣戦布告した。